# Leopold Spinner
Pour les articles homonymes, voir Spinner.
Leopold Spinner, né le 26 avril 1906 à Lviv, alors Lemberg – mort le 12 août 1980 à Londres, est un compositeur autrichien puis britannique.